# ヨナタン・ユスティス
ヨナタン・アレクサンデル・ユスティス・リナレス（Yhonathan Alexander Yustiz Linarez, 1992年1月27日 - ）は、ベネズエラ・アラグア州マラカイ出身のサッカー選手。アラグアFC所属。ポジションはGK。

## クラブ経歴
2012-13シーズンに国内リーグのカラカスFCのトップチームに昇格。2013年4月8日のエストゥディアンテス・デ・メリダ戦で、当時の正GKアライン・バロハの負傷で、前半18分で途中交代でプロデビューを果たすも、試合は1-4で敗退。同月11日のアトレティコ・エル・ビギアFC戦でプロ初先発のチャンスが巡ってきたものの、前半18分で退場処分を課せられた。以降はウイルケル・ファリニェスの台頭などもあり、5シーズンで11試合の出場にとどまった。
2017年1月9日、アラグアFCと契約。新天地で正GKに定着し、同年シーズンはリーグ戦35試合に出場。2019年シーズンは38試合に出場した。